# Ардуинна
Ардуинна (Arduinna, также Arduina, Arduinnae или Arduinne) — галло-римская богиня-покровительница и эпоним Арденнских гор, почиталась в соответствующем регионе (в первую очередь на территории нынешних Бельгии и Люксембурга), изображалась в виде охотницы верхом на вепре. Её культ изначально сформировался на территориях нынешних Бельгии, Люксембурга и Франции. Отождествлялась с римской богиней Дианой.

## Описания
В своей работе «Кельтские боги» (The Gods of the Celts) Миранда Грин (Miranda Green) утверждает, что на ряде изображений того времени Ардуинна показана верхом на вепре. Однако Симон Дэйтс (Simone Deyts) замечает, что галло-римская бронзовая статуя женщины в короткой подпоясанной тунике, едущей в дамском седле верхом на вепре и держащей в руке нож, хранящаяся сейчас в Музее национальной археологии, Сен-Жермен-ан-Ле, не несёт на себе никаких надписей, поэтому мы можем только предполагать — вслед за открывшим эту статую учёным XIX века — что она изображает именно Ардуинну, хотя основанием этого является только то, что символом Арденнского региона сейчас является вепрь. Другая подобная бронзовая статуя с 1824 года хранится в Британском музее, традиционно считается, что на ней изображена «Диана». Обе скульптуры сейчас лишены голов.

## Надписи

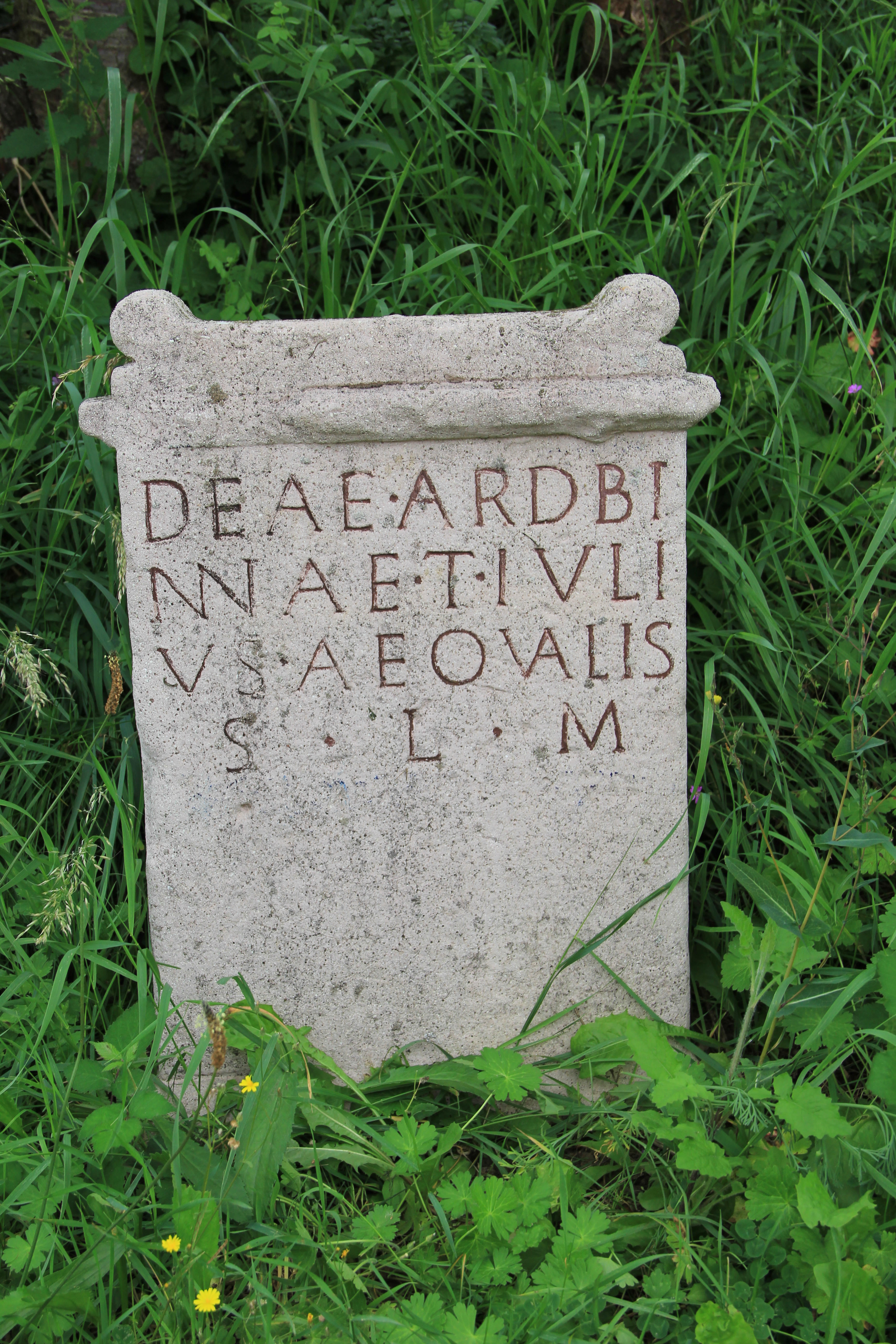
Римский алтарь с надписью «deae Ardbinnae»

Известно две надписи, содержащие имя Ардуинны:
- надпись на алтаре из района Дюрен (Северный Рейн-Вестфалия, Германия): «deae Ardbinnae» см. в издании Corpus Inscriptionum Latinarum, XIII, 07848;
- надпись на рельефе из Рима, Италия: «Arduinne» (Corpus Inscriptionum Latinarum, VI, 00046).

## Этимология
Имя Ардуинна происходит от галльского корня «arduo», означающего «высота». Этот же корень встречается также в названиях ряда мест, таких как Арденнский лес (лат. Arduenna silva) и лес Арден (Уорикшир, Англия), а также в личных именах Ардуюнис и Арда (второе из них встречается на монетах племени треверов, живших на обоих берегах Мозеля), этот же корень видим и в галатском Αρδή. Название Arduenna silva, означающее «лесистые горы», применялось к нескольким поросшим лесом горам, не только к нынешним Арденнам: его можно обнаружить во французских департаментах Верхняя Луара, Пюи-де-Дом, а также во французской коммуне Аллёз.
Высказывалось предположение, что геминация согласного -nn— была характерна для языка белгов, отличавшегося от кельтских языков; таким образом, для имени Ардуинна предполагается этимология, восходящая к языкам Северо-западного блока, которые считаются родственными германским.

## Упоминания в исторических источниках
В 585 году святой Уалфрой (Walfroy, Wulfilaich) обращался к населению нынешнего Флоранвиля (Бельгия, Арденны), пытаясь убедить их не почитать Диану. Согласно Григорию Турскому, на холме недалеко от нынешнего Маргю, Франция, стояла большая каменная статуя Дианы, и люди приходили к ней молиться, а также пели песни в честь Дианы, пили и пировали. Преодолев определённое сопротивление местных, Уалфрой и его последователи свалили и разбили молотами эту статую.
В честь Ардуинны назван вращающийся между орбитами Марса и Юпитера астероид (394) Ардуина, открытый 19 ноября 1894 года.